# Podoprionella fissicaudata
Podoprionella fissicaudata is een vlokreeftensoort uit de familie van de Opisidae. De wetenschappelijke naam van de soort is voor het eerst geldig gepubliceerd in 1977 door Ledoyer.